# Norrønt
Norrønt eller oldvestnordisk er betegnelsen på det vestnordiske sprog i perioden ca. 800-1350. 
En skelnen mellem noget vest- og østnordisk var dunkelt tilstede på de islandske sagaers tid - på oldislandsk forekommer både norrœnt mál sammen med dǫnsk tunga (islandsk: norrænt mál, dönsk tunga). Det gamle sprogfællesskab er et polemisk tema, men kan sammenlignes lidt med forståelsen af dialekter, som for eksempel jysk, med dets separate artikel og flere andre anmærkningsområder, der måske nok kan forstås af folk udenfor dialektgruppen. Der findes efter sigende kilder til at vidne om man kunne forstå hinanden mellem de forskellige dialektområder, eksempelvis i det angelsaksiske England.[kilde mangler]
Norrønt er det sprog, som de islandske sagaer og den Ældre og Yngre Edda er skrevet på, i 1300-tallet. Selv om norrønt i den lingvistiske klassificering er mere fortidigt end middelalderens gammeldansk og fornsvensk, så har sproget visse innovationer, som de østnordiske sprog ikke kender (som omlyd foran *z > r: ker "kar"). Der var heller ikke særligt store forskelle mellem dem og det sprog, som blev brugt i det skandinaviske område i vikingetiden. Derfor tales undertiden om ét nordisk sprog inden for den specifikke tidsramme, selv om der var visse dialektale forskelle. I Norge har det været vigtigt at skelne mellem norsk overfor dansk eller svensk, og norrønt er nu også gængs forstået som det fælles vestnordiske sprog, der ad åre skulle videreudvikle sig til norsk, færøsk, islandsk og de nu uddøde norn og norrønt grønlandsk.

## Alfabetet og lydene
Størstedelen af det norrøne tekstmateriale er skrevet med en variant af det latinske alfabet, der lige som det moderne islandske alfabet har bogstaverne þ (thorn) og ð (eth eller edh), svarende til ustemt og stemt engelsk th; ð, der minder om det danske bløde d. Derudover findes der i de gamle skrifter nogle vokaltegn, som ikke bruges i nyislandsk.
Både vokaler og konsonanter findes i en kort og en lang udgave. De lange vokaler er i normaliseret tekst altid markeret med accent (í, é, á, ó, ú, ý), mens både æ og œ betegner lange vokaler. (œ betegner en lang ø-lyd, ikke et æ.) Det lange á er på dansk blevet til å og har måske allerede i vikingetiden klinget å-agtigt.
De lange konsonanter markeres ved dobbeltskrivning, eller i håndskrifterne ved brug af versaler. Konsonanterne ll og nn udtales i nyere islandsk med lukke, det vil sige som dl og dn, dog med en del regelmæssige undtagelser.
Trykte udgaver af teksterne findes i tre varianter:
- kildetro, der så vidt muligt beholder håndskrifternes ortografi, og er oftest baseret på et enkelt manuskript,
- normaliserede udgaver med en standardiseret udgave af den gamle ortografi, enten en normaliseret udgave baseret på et enkelt manuskript eller flere, i det sidste tilfælde er der tale om at komme den oprindelige tekst så nær som muligt,
- nyislandske udgaver, der er ordrette, men med nyislandsk ortografi.
De sidstnævnte kan kendes blandt andet ved, at et stort antal ord ender på -ur, for eksempel det nyislandsk maður for norrønt/oldislandsk maðr (mand/menneske). (Endelsen -ur er den hyppigste i nyislandsk i det hele taget, men den forekom også i det gamle sprog, som i de svage hunkønsord i flertal.)

## Grammatik
Norrønt er et bøjningssprog med ret fri ordstilling.
Tillægs- og navneord inddeles i tre køn og bøjes i fire kasus og ental/flertal. 1. og 2. pers. pronominer findes ikke kun i ental/flertal, men bøjes også i dualis: Vit (vi to), þit (I to) (fig. 2), jævnfør litauisk. Omtales mere end to bruges pronomenerne vér (vi) og þér (I), som for eksempel i: "Vér færeyingar erum mjök sterkir" (vi færinger er meget stærke). Dualis findes ligeledes i gotisk, sanskrit og oldgræsk.
Bøjningen af tillægs- og navneord sker på selve stammen (se tabellen nedenfor), og den ubestemte artikel eksisterede ikke. Hvad den bestemte artikel angår, så viser overleveringen, at det norrøne sprog befandt sig på et overgangsstadium, da den var i færd med at vinde indpas, og i slutningen af perioden var den fast forankret.
| Góðr maðr, kona, hús (en god mand, kvinde, hus) | Góðr maðr, kona, hús (en god mand, kvinde, hus) | Góðr maðr, kona, hús (en god mand, kvinde, hus) | Góðr maðr, kona, hús (en god mand, kvinde, hus) | Góðr maðr, kona, hús (en god mand, kvinde, hus) | Góðr maðr, kona, hús (en god mand, kvinde, hus) | Góðr maðr, kona, hús (en god mand, kvinde, hus) |
|                                                 | Singularis                                      | Singularis                                      | Singularis                                      | Pluralis                                        | Pluralis                                        | Pluralis                                        |
|                                                 | Maskulinum                                      | Femininum                                       | Neutrum                                         | Maskulinum                                      | Femininum                                       | Neutrum                                         |
| ----------------------------------------------- | ----------------------------------------------- | ----------------------------------------------- | ----------------------------------------------- | ----------------------------------------------- | ----------------------------------------------- | ----------------------------------------------- |
| nominativ                                       | góðr maðr                                       | góð kona                                        | gott hús                                        | góðir menn                                      | góðar konur                                     | góð hús                                         |
| akkusativ                                       | góðan mann                                      | góða konu                                       | gott hús                                        | góða menn                                       | góðar konur                                     | góð hús                                         |
| dativ                                           | góðum manni                                     | góðri konu                                      | góðu húsi                                       | góðum mönnum                                    | góðum konum                                     | góðum húsum                                     |
| genitiv                                         | góðs manns                                      | góðrar konu                                     | góðs húss                                       | góðra manna                                     | góðra kvenna                                    | góðra húsa                                      |

Som et eksempel følger verbet at vera (være). Dets karakteristiske former var som først overleveret:
Vesa – vas – várum – verit.
Senere blev s-et skiftet ud med r overalt. Vekslingen mellem s og r kan forklares af Verners lov.
|                   | Infinitiv: vera (<vesa) – (være) | Infinitiv: vera (<vesa) – (være) | Infinitiv: vera (<vesa) – (være) | Infinitiv: vera (<vesa) – (være) | Infinitiv: vera (<vesa) – (være) | Infinitiv: vera (<vesa) – (være) | Infinitiv: vera (<vesa) – (være) | Infinitiv: vera (<vesa) – (være) |
| Indikativ præsens | Indikativ præsens                | Konjunktiv præsens               | Konjunktiv præsens               | Indikativ præteritum             | Indikativ præteritum             | Konjuntiv præteritum             | Konjuntiv præteritum             |                                  |
| Singularis        | Pluralis                         | Singularis                       | Pluralis                         | Singularis                       | Pluralis                         | Singularis                       | Pluralis                         |                                  |
| ----------------- | -------------------------------- | -------------------------------- | -------------------------------- | -------------------------------- | -------------------------------- | -------------------------------- | -------------------------------- | -------------------------------- |
| 1. person         | em                               | erum                             | sé, sjá                          | sém                              | var                              | várum                            | væra                             | værim                            |
| 2. person         | ert, (est)                       | eruð                             | sér                              | séð                              | var(s)t                          | váruð                            | værir                            | værið                            |
| 3. person         | er, (es)                         | eru                              | sé                               | sé                               | var                              | váru                             | væri                             | væri                             |

Udsagnsord følger grundleddet i person og tal, og har konjunktivformer som udtrykker at
et udsagn er en hypotese eller påstand.

## Eksempler
Matthæusevangeliet 6,9-13 (Fadervor) på norrønt:
Faþer vár es ert í himenríki, verði nafn þitt hæilagt Til kome ríke þitt, værði vili þin sva a iarðu sem í himnum. Gef oss í dag brauð vort dagligt Ok fyr gefþu oss synþer órar, sem vér fyr gefom þeim er viþ oss hafa misgert Leiðd oss eigi í freistni, heldr leys þv oss frá öllu illu.
Samme tekst oversat direkte til islandsk:
''Faðir vor er ert í himinríki, verði nafn þitt heilagt Til komi ríki þitt, verði vilji þinn svo á jörðu sem á himnum. Gef oss í dag brauð vort daglegt Og fyrirgef þú oss syndir vorar, sem vér fyrirgefum þeim er við oss hafa misgert Leið oss eigi í freistni, heldur leys þú oss frá öllu illu.
Samme tekst på islandsk:
Faðir vor, þú sem ert á himnum. Helgist þitt nafn, til komi þitt ríki, verði þinn vilji, svo á jörðu sem á himni. Gef oss í dag vort daglegt brauð. Fyrirgef oss vorar skuldir, svo sem vér og fyrirgefum vorum skuldunautum. Og eigi leið þú oss í freistni, heldur frelsa oss frá illu.
Samme tekst på færøsk:
"Faðir vár tú sum ert á himnum, heilegt verði navn titt, komi riki titt. verði vilji tin, sum i himni so á jørð; gev okkum i dag okkara dagliga breyð; og fyrigev okkum syndir okkara so sum vit eisini fyrigeva teimum, ið móti okkum synda, og leið okkum ikki i freistingar, men frels okkum frá ti illa."
Norrønt og olddansk/oldsvensk:
Norrønt
Reð Þjóðrekr hinn Þormóði, stillir flotna, strondu Hreiðmarar. Hann sitr nú gorr á gota sinum, skjaldi of fatlaðr, skati Mæringa
Oldsvensk, 900 e Kr
Reð Þjóðrikr hinn Þormóði, stillir flutna, strandu Hræiðmarar, hann sitir nú gorr á guta sinum, skjaldi um fatlaðr, skati Mæringa 